# Andrea Monrocle García
Andrea Monrocle García   (Bilbao, 11 de setembre de 1997) és una actriu, artista visual i pintora basca.

## Biografia
Andrea Monrocle va néixer a Bilbao (País Basc) l'11 de setembre de 1997. Va assistir a l'institut IES Ibaizabal BHI de Bilbao, on va estudiar l'educació secundària. Després va estudiar el grau en belles arts en la Universitat del País Basc, amb especialitat en pintura i arts visuals. Dins de la seva formació universitària va participar en un intercanvi universitari amb la Universitat de Granada, on va prendre part en el Festival de Música de Cadis.
A més, Monrcole també es va formar en arts escèniques i interpretació a l'escola superior d'arts escèniques Ànima Eskola on va cursar els estudis superiors d'art dramàtic amb David Valdelvira, Marina Shimanskaya i Algis Arlauskas, formant-se com a actriu de mètode, sota la metodologia Stanislavsky-Vajtangov-M.Txèkhov-Meierhold (mètode rus). Allí va coincidir amb els actors Carmen Climent, Nerea Elizalde, Julen Guerrero, Lorea Lyons i Ane Inés Landeta, amb qui va estudiar. A més, es va formar en música amb Roberto Bienzobas i en dansa amb Rakel Rodríguez.
En 2014 va interpretar l'obra Somni d'una nit d'estiu de William Shakespeare, una producció teatral escenificada en el Teatre Campos Elíseos, dirigida pel director d'escena David Valdelvira, i amb Estela Celdrán com a ajudant de direcció, juntament amb Carmen Climent, Nerea Elizalde, Julen Guerrero, Lorea Lyons i Ane Inés Landeta, entre altres membres del repartiment. La producció va tenir una notable acollida i es va escenificar diverses vegades entre els anys 2014 i 2015. La producció teatral va ser premiada amb el Premi Buero Vallejo (2015), a la XII edició dels premis.
En 2015, va interpretar l'obra Diàlegs Impossibles, una producció dirigida per l'actriu i directora russa Marina Shimanskaya, basat en els treballs La gavina, L'hort dels cirerers i Les tres germanes d'Anton Txékhov i en la poesia de Gustavo Adolfo Bécquer, al costat de Carmen Climent, Nerea Elizalde, Lorea Lyons i Ane Inés Landeta, entre altres membres del repartiment.
L'any 2016 va interpretar l'obra Ball de màscares de Mikhaïl Lèrmontov, una producció dirigida pel director d'escena David Valdelvira i escenificada al Teatre Campos Elíseos, que es va presentar a la setmana del festival internacional FETABI (2016).
En 2017 va interpretar l'obra Hamlet, una producció teatral escenificada en el Teatre Campos Elíseos,dirigida pel director d'escena David Valdelvira, i amb Estela Celdrán com a ajudant de direcció, que va ser presentada en la setmana del Festival d'Escoles de Teatre de Bilbao (FETABI), el festival de teatre universitari que se celebra anualment a Bilbao. La producció teatral va guanyar el Premi FETABI al Millor Espectacle, Premi FETABI al Millor Text adaptat i Premi FETABI Especial del Público.
Com a pintora i artista visual, Monrocle ha realitzat exposicions d'art en sales com la Sala Bizkaia Aretoa (Bilbao), l'Azkuna Zentroa - Alhóndiga (Bilbao) en 2019 o la Sala Oxford Aretoa (Zumaia) en 2022. És membre de ARTEKOM, un grup de recerca de la Universitat del País Basc sobre la transició energètica sostenible, que treballa en el disseny d'estratègies de comunicació amb la mediació de la creació artística.
A més, Monrocle també ha estudiat patronatge i disseny en el centre de formació Nicolás Larburu de Barakaldo (País Basc).

## Filmografia

### Teatre
- 2017, Hamlet, dir. David Valdelvira
- 2017, Humanitats confinades, dir. Sandra Tejero
- 2016, Ball de màscares, dir. David Valdelvira
- 2015, Diàlegs Impossibles, dir. Marina Shimanskaya
- 2014, Somni d'una nit d'estiu, dir. David Valdelvira
- 2013, La tempesta, dir. David Valdelvira

## Exhibicions d'art
- Sala Bizkaia Aretoa (Bilbao)
- 2019, Azkuna Zentroa - Alhóndiga (Bilbao)
- 2022, Sala Oxford Aretoa (Zumaia)

## Premis i nominacions
- Premi FETABI al Millor Espectacle (2017), per Hamlet.[13][15]
- Premi FETABI al Millor Text adaptat (2017), per Hamlet.[13][15]
- Premi FETABI Especial del Público (2017), per Hamlet.[13][15]
- Premi Buero Vallejo (2015), per Somni d'una nit d'estiu.